# Cats (musical)
Cats é um musical composto por Andrew Lloyd Webber que teve sua estreia em Londres em 1981, mas que se consagrou por dezoito anos em cartaz na Broadway. Para realizar esse espetáculo, Lloyd musicou uma série de poemas de T. S. Eliot sobre gatos, onde Memory foi a música de maior sucesso.
No musical, os gatos jellicle, palavra que só eles sabem o seu significado, se reúnem uma vez ao ano para que seu líder escolha um e apenas um deles para ir a um lugar melhor. Entre os personagens mais marcantes estão Munkustrap, o narrador da história, Grizabela, the glamour cat e  "Velho Deuteronomy", o líder dos gatos jellicle.
Dirigido por Trevor Nunn e coreografado por Gillian Lynne , Cats abriu pela primeira vez no West End em 1981 e, em seguida, com a mesma equipe criativa na Broadway em 1982 e ganhou inúmeros prêmios, incluindo o de Melhor Musical em ambos os Prêmios Olivier Award e Tony Awards . A produção de Londres ficou em cartaz por 21 anos e a produção da Broadway em cartaz por 18 anos, ambos estabelecendo novos recordes. As Atrizes Elaine Paige e Betty Buckley ficaram associadas ao musical. Uma atriz, Marlene Danielle, atuou na produção da Broadway durante toda a sua execução (de 1982 até 2000).
Em 1998, o musical foi gravado em DVD, no Adelphi Theater de Londres, contando com a participação de artistas tais como: Elaine Paige, John Mills, Ken Page, Rosemarie Ford, Michael Gruber, John Partridge, Aeva May, Geoffrey Garratt, James Barron, Jo Gibb, entre outros.
Cats é o quarto show de maior duração na história da Broadway e West End, e era o mais antigo espetáculo da Broadway entre 1997-2006, superado pelo O Fantasma da Ópera, também de Lloyd Webber. Foi realizado em todo o mundo muitas vezes e foi traduzido para mais de 20 idiomas.
Em 2019, a Universal Studios levou a peça para as telas com a direção de Tom Hooper, filme estrelado por Francesca Hayward, Jennifer Hudson, Idris Elba, Judi Dench e elenco.

## Sinopse
Composta por Andrew Lloyd Webber, a produção de Cats é baseada nos poemas de T. S. Eliot de 1939, que o compositor recordou como tendo sido seu favorito na infância. As canções do musical compreendem versos dos poemas musicados pelo compositor, sendo a principal exceção a mais famosa canção do musical, "Memory", que teve as letras escritas por Trevor Nunn após um poema de Eliot intitulado "Rhapsody on a Windy Night ". Além disso, uma breve canção intitulada "The Moments of Happiness" foi feita a partir de uma passagem de Eliot chamada Quatro Quartetos. Andrew Lloyd Webber começou a compor as músicas no final de 1977 e estreou as composições no Festival Sydmonton em 1980. Os ensaios para o musical começou no início de 1981, no New London Theatre. Devido à ideia de não escrever nenhum roteiro e só usar os poemas originais como texto, o musical não tinha enredo durante o processo de ensaio, fazendo com que muitos atores estarem confuso sobre o que eles estavam realmente fazendo. Um musical incomum em termos de sua construção, a abertura incorpora uma fuga e há ocasiões em que a música acompanha versos falados. O show é completamente cantado através da música com praticamente nenhum diálogo falado entre as músicas. A dança também é um elemento chave no musical especialmente durante os 10 minutos de sequência de dança Jellicle Ball. O cenário, que consiste em uma jarda de sucata de grandes dimensões, permanece o mesmo durante todo o show, sem quaisquer mudanças de cena. O ecletismo de Lloyd Webber é muito forte aqui; gêneros musicais variam do clássico ao pop, musica hall, jazz, rock e música electro-acústica, bem como canções hinos, como "The Addressing of Cats".

### Outros Elencos Profissionais

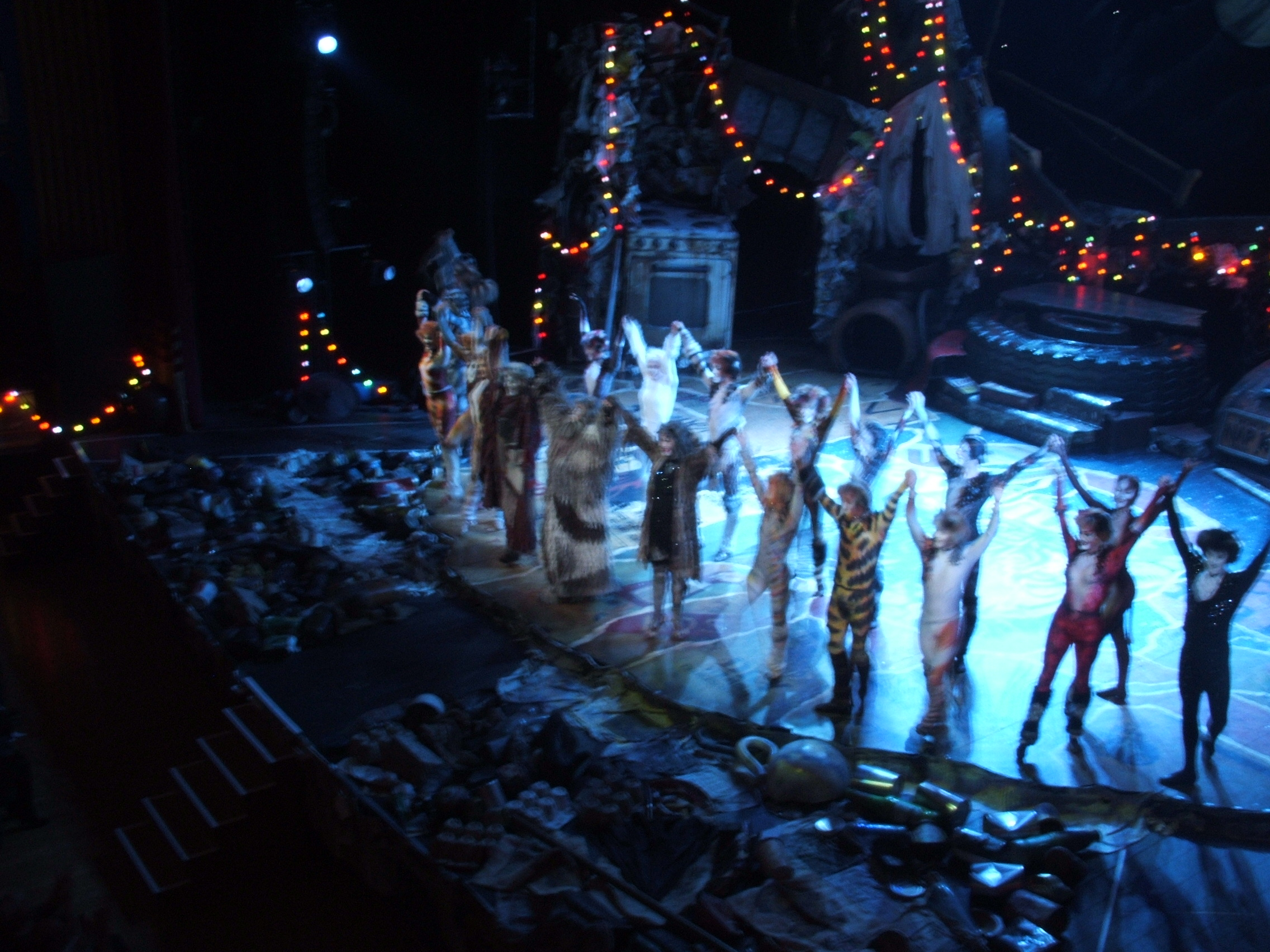
CATS depois do Show em Rossetti Theatre, Trieste

## Números Musicais do musical
- Abertura
- Prólogo: Jellicle Songs for Jellicle Cats
- The Naming of Cats
- The Old Gumbie Cat
- The Rum Tum Tugger
- Grizabella, the Glamour Cat
- Bustopher Jones: The Cat About Town
- Mungojerrie & Rumpleteazer
- Old Deuteronomy
- The Awful Battle of the Pekes and the Pollicles
- The Jellicle Ball
- Memory

- The Moments of Happiness
- Gus: The Theatre Cat
- Growtiger's Land Stand
- The Ballad of Billy Maccaw
- Gus: The Theatre Cat (Reprise)
- Skimbleshanks: The Railway Cat
- Macavity: The Mystery Cat
- Mr. Mistoffelees
- Memory (Reprise)
- Journey to the Heaviside Layer
- The Ad-dressing of Cats

## História da Produção

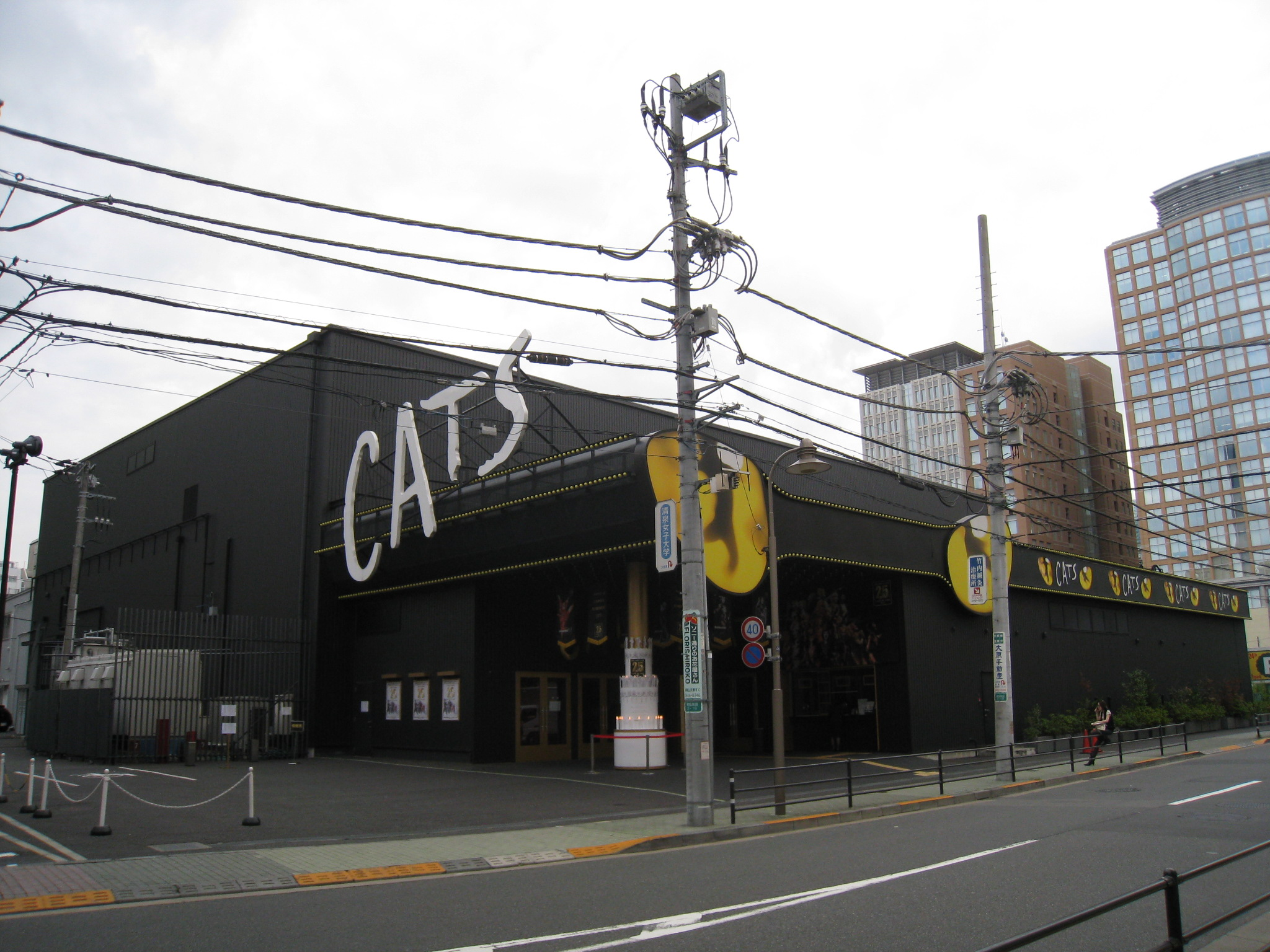
Cats em Shinagawa, Tókio.

Composta por Andrew Lloyd Webber, a produção de Cats é baseada nos poemas de T. S. Eliot de 1939, que o compositor recordou como tendo sido seu favorito na infância. As canções do musical compreendem versos dos poemas musicados pelo compositor, sendo a principal exceção a mais famosa canção do musical, "Memory", que teve as letras escritas por Trevor Nunn após um poema de Eliot intitulado "Rhapsody on a Windy Night ". Além disso, uma breve canção intitulada "The Moments of Happiness" foi feita a partir de uma passagem de Eliot chamada Quatro Quartetos. Andrew Lloyd Webber começou a compor as músicas no final de 1977 e estreou as composições no Festival Sydmonton em 1980. Os ensaios para o musical começou no início de 1981, no New London Theatre. Devido à ideia de não escrever nenhum roteiro e só usar os poemas originais como texto, o musical não tinha enredo  durante o processo de ensaio, fazendo com que muitos atores estarem confuso sobre o que eles estavam realmente fazendo. Um musical incomum em termos de sua construção, a abertura incorpora uma fuga e há ocasiões em que a música acompanha versos falados. O show é completamente cantado através da música com praticamente nenhum diálogo falado entre as músicas. A dança também é um elemento chave no musical especialmente durante os 10 minutos de sequência de dança Jellicle Ball. O cenário, que consiste em uma jarda de sucata de grandes dimensões, permanece o mesmo durante todo o show, sem quaisquer mudanças de cena. O ecletismo de Lloyd Webber é muito forte aqui; gêneros musicais variam do clássico ao pop, musica hall, jazz, rock e música electro-acústica, bem como canções hinos, como "The Addressing of Cats".